# دیناره صدرالدینف
دیناره صدرالدینف تنها مجری باحجاب تلویزیون روسیه، ایشان در نتیجه علاقه و تحقیق به دین اسلام گروید. 
دیناره صدرالدینف تنها مجری محجبه تلویزیون روسیه در مقاله‌ای که در روزنامه Moskovskiy Komsomoleç منتشر کرده، به بیان گوشه‌هایی از زندگی خصوصی خود پرداخته است. 

او در این روزنامه گفت 
 از این كه اسلام را انتخاب كردم پشیمان نیستم
؛ دیناره که مجری یک برنامه دینی در تلویزیون روسیه است از شغل خویش راضی است. وبه حجاب و قوانین اسلامی احترام می گذارم
او می نویسد: "پیش از برنامه فعلی، مجری برنامه دینی دیگری در یکی از شبکه‌های ماهواره‌ای بودم. به تازگی فارغ‌التحصیل شده بودم و دامن کوتاه می پوشیدم. برخی اوقات در اثنای برنامه لازم بودم روسری به سر کنم. دامنم دیده نمی شد. یک بار خود را با دامن کوتاه و روسری در آیینه دیدم. از این که موجب می شدم بینندگان مرا باحجاب بدانند احساس عذاب وجدان کردم. بعد از گذشت مدت کمی توبه و استغفار کردم." 